# Tim Hutten
Tim Hutten, né le 4 juin 1985 à Los Alamitos, est un joueur américain de water-polo. 

## Palmarès

### Jeux olympiques
- Jeux olympiques d'été de 2008 à Pékin
  -  vice-champion olympique

### Ligue mondiale
- Ligue mondiale 2008 à Gênes
  -  deuxième

### Jeux panaméricains
- Jeux panaméricains de 2011 à Guadalajara
  -  champion panaméricain